# Оксид хлора(I)
Окси́д хло́ра(I), гемоксид хлора, ангидрид хлорноватистой кислоты — бинарное неорганическое химическое соединение хлора в степени окисления +1 с кислородом.

## Получение
Получают взаимодействием газообразного хлора с оксидом ртути (метод Пелуза). Реакция, в зависимости от условий, может протекать двумя различными путями:
{\displaystyle {\mathsf {2HgO+2Cl_{2}\rightarrow Hg_{2}OCl_{2}+Cl_{2}O}}}
{\displaystyle {\mathsf {HgO+2Cl_{2}\rightarrow HgCl_{2}+Cl_{2}O}}}
Образующийся Cl2O конденсируют при температуре −60 °C. При более высокой температуре соединение разлагается со взрывом.
Обычно используют более безопасный способ — реакция газообразного хлора с влажным Na2CO3 в башенных или во вращающихся трубчатых реакторах:
{\displaystyle {\mathsf {2Cl_{2}+2Na_{2}CO_{3}+H_{2}O\rightarrow 2NaHCO_{3}+2NaCl+Cl_{2}O}}}
Также водный раствор может быть получен хлорированием карбонатов щелочных или щёлочноземельных металлов в воде.

## Свойства
В нормальных условиях представляет собой буровато-жёлтый газ с характерным запахом, напоминающим запах хлора. При температурах ниже 2 °C — жидкость золотисто-красного цвета. Ядовит: поражает дыхательные пути. Самопроизвольно медленно разлагается:
{\displaystyle {\mathsf {2Cl_{2}O\rightarrow 2Cl_{2}\uparrow +O_{2}\uparrow }}}
При больших концентрациях взрывоопасен. Плотность при нормальных условиях 3,22 кг/м³. Растворяется в четырёххлористом углероде. Имеет высокую растворимость в воде: при 0 °C в одном объеме воды растворяется 200 объемов оксида хлора(I). При растворении в воде образуется слабая хлорноватистая кислота:
{\displaystyle {\mathsf {2HClO\rightleftarrows Cl_{2}O\uparrow +H_{2}O}}}
Оксид хлора(I) является сильным окислителем. При контакте с восстановителями, например аммиаком, происходит взрыв:
{\displaystyle {\mathsf {3Cl_{2}O+10NH_{3}\rightarrow 2N_{2}+6NH_{4}Cl+3H_{2}O}}}

Реагирует с различными хлоридами и оксихлоридами, чаще всего металлов, образуя оксихлориды и диокихлориды:
{\displaystyle {\ce {VOCl3 + Cl2O -> VO2Cl + 2Cl2}}}
{\displaystyle {\ce {TiCl4 + Cl2O -> TiOCl2 + 2Cl2}}}
{\displaystyle {\ce {SbCl5 + 2Cl2O -> SbO2Cl + 4Cl2}}}
{\displaystyle {\ce {AsCl3 + 2Cl2O -> AsO2Cl + 3Cl2}}}
{\displaystyle {\ce {NOCl + Cl2O -> NO2Cl + Cl2}}}
Взаимодействует с щелочами с образованием гипохлоритов. В данном случае образуется гипохлорит натрия:
{\displaystyle {\ce {2NaOH + Cl2O -> 2NaClO + H2O}}}

## Применение
В промышленных масштабах широко используется для производства гипохлоритов. Используется как отбеливатель. Производное гидролиза — хлорноватистая кислота — входит в состав жавелевой воды.